# Grand Prix Hassan II 2015
Grand Prix Hassan II 2015 — тенісний турнір, що проходив на ґрунтових кортах у місті Касабланка, Марокко з 6 квітня. Належав до категорії ATP World Tour 250.

## Фінальна частина

### Одиночний розряд
Мартін Кліжан —  Даніель Хімено-Травер 6–2, 6–2

### Парний розряд
Раміз Джунейд /  Аділ Шамасдін —  Роган Бопанна /  Флорін Мерджа 3–6, 6–2, [10–7]